# Mirosław Bogacki
Mirosław Bogacki (ur. 9 grudnia 1932 w Kotarczynie, ob. cz. wsi Bożewo, zm. 13 listopada 2020) – polski geomorfolog, prof. dr hab.

## Życiorys
Obronił pracę doktorską, następnie uzyskał stopień doktora habilitowanego. Został zatrudniony na stanowisku profesora nadzwyczajnego w Instytucie Nauk Fizycznogeograficznych na Wydziale Geografii i Studiów Regionalnych Uniwersytetu Warszawskiego.
Zmarł 13 listopada 2020. Pochowany na Cmentarzu Komunalnym w Płocku.